# Korfball

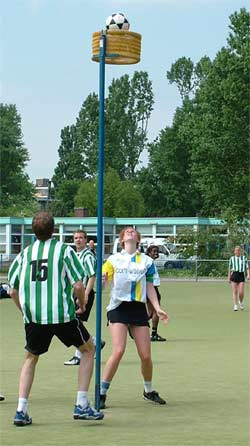
Un meci de korfbal

Korfball este un joc ce seamănă cu baschet și netball. Echipe mixte de fete și băieți, formate din câte 8 jucători, joacă pe un teren (asemănator cu cel de fotbal), în sală.
Sportul a fost inventat de profesorul olandez Nico Broekhuysen în 1902. În Țările de Jos există aproximativ 500 de cluburi și peste 90.000 de oameni joacă korfball. Sportul este practicat și în Belgia și Taiwan și în alte aproape 70 de țări.

## Istorie
În 1902 , Nico Broekhuysen, un profesor de școală olandez din Amsterdam, a fost trimis în Nääs, un oraș din Suedia, pentru a urma un curs educațional despre predarea gimnasticii copiilor. Aici a fost prezentat jocul suedez „ringboll”. În ringboll se putea obține puncte aruncând mingea printr-un inel care era atașat la un stâlp de 3 m. Bărbații și femeile au jucat împreună, iar terenul a fost împărțit în trei zone. Jucătorii nu puteau părăsi zona lor.
Când Broekhuysen s-a întors la Amsterdam, a decis să-și învețe studenții un joc similar. El a înlocuit inelul cu un coș (pentru care cuvântul olandez este korf sau mand), așa că a fost mai ușor de văzut dacă un jucător a marcat sau nu. De asemenea, Broekhuysen a simplificat regulile, astfel încât copiii să poată înțelege și să joace jocul. Astfel s-a născut korfball. Ideea principală a fost aceeași cu ringboll-ul, dar noul sport a rămas acum singur.
Cel mai vechi club de korfbal existent care nu a fuzionat niciodată cu niciun alt club este un club olandez de korfball HKC ALO din Haga, Olanda. HKC ALO a fost fondată la 1 februarie 1906.  
Korfball a fost prezentat ca sport demonstrativ la Jocurile Olimpice de vară din 1920 și 1928.
Federația Internațională de Korfball a fost înființată în 1933 la Anvers, Belgia.

## Norme și reglementări

### Echipament
Korfball este un sport care se joacă atât în interior, în timpul sezonului de iarnă, cât și în aer liber, în timpul sezonului de primăvară, vară și toamnă.

Schema terenului de Korfball -en

Dimensiunea terenului de joc pentru meciurile de interior este de 20 m × 40 m, la fel ca majoritatea terenurilor de joc în aer liber. Terenul este împărțit în două jumătăți numite zone. În fiecare zonă se află un stâlp înalt de 3,5 m cu un coș în partea superioară, care este poziționat la două treimi din distanța dintre linia mediană și spatele zonei.
Mingea este foarte asemănătoare cu cea folosită în fotbalul profesionist, având o circumferință de 68,0-70,5 cm (sau un diametru de 21,75-22,45 cm), o greutate de 445-475 de grame și o înălțime de ricoșeu de 1,10-1,30 metri atunci când este aruncată de la o înălțime de 1,80 metri.  Aceste dimensiuni sunt standardizate de către Federația Internațională de Korfball (IKF) și sunt folosite în toate competițiile oficiale de korfball din întreaga lume. De asemenea, mingea de korfball este fabricată din piele sau material sintetic și are o suprafață texturată pentru a oferi o priză bună jucătorilor în timpul jocului.

### Echipa
Echipele sunt alcătuite din opt persoane: 4 bărbați (băieți) și 4 femei (fete). Echipele sunt, de asemenea, împărțite în atac și apărare (câte doi jucători și două jucătoare).

### Reguli de joc
În timpul jocului este interzis:
- Să ataci din zona de apărare (deoarece este obligatoriu să ataci din zona de atac).
- Este interzisă dubla apărare și apărarea personală împotriva unui jucător de sex opus (este obligatoriu să te aperi împotriva unui jucător de același sex).
- Să faci mai mult de doi pași cu mingea în mână și să te deplasezi în timp ce porți mingea.
- Să lovești cu piciorul și să smulgi mingea din mâinile unui adversar.
- Să pasezi mingea unui partener din mână în mână.

Încălcarea regulilor atunci când se încearcă o lovitură reușită se pedepsește cu o lovitură liberă pentru echipa adversă, care poate fi executată de la locul încălcării regulilor. 
Loviturile de pedeapsă, sunt acordate numai în cazurile în care se încalcă regulile jocului, cum ar fi lovirea sau împingerea unui adversar. Lovitura de pedeapsă se execută de la 2,5 metri de coșul echipei adverse și duce întotdeauna la un punct dacă este reușită.
Pentru a obține un punct în korfball, trebuie să arunci mingea în coșul echipei adverse de la o distanță adecvată. O aruncare eficientă este cea care trece prin coș și este efectuată atunci când distanța dintre atacant și jucătorul care se apără este mai mare decât lungimea unui braț. Dacă aruncarea este reușită, echipa care a marcat primește un punct. Dacă mingea atinge coșul, dar cade în afara acestuia, nu se acordă punct.
O interceptare se realizează la momentul în care un jucător din echipa de apărare preia mingea aruncată sau pasată de un jucător din echipa adversă. Dacă un jucător din echipa de apărare reușește să intercepteze mingea, echipa sa devine imediat echipa atacantă și poate începe să atace în zona de atac a terenului, conform regulilor jocului.
După interceptare, jucătorii din echipa de apărare nu sunt obligați să mute mingea în zona de atac. În schimb, ei pot păstra mingea și începe un nou atac, încercând să înscrie un punct prin aruncarea mingii în coșul echipei adverse.

### Timpul de joc și durata pauzelor
Jocul este întotdeauna început cu o aruncare de la mijlocul terenului. Această aruncare se face de la mijlocul terenului, între doi jucători de sexe diferite, de către un jucător ales prin tragere la sorți. Toți ceilalți jucători trebuie să fie în zona lor de teren și să respecte celelalte reguli ale jocului în timpul aruncării de la mijlocul terenului.
Durata meciului de korfball poate varia în funcție de nivelul de competiție și de reglementările specifice ale competiției. De obicei, jocurile de korfball se desfășoară în două sau patru reprize, cu durata fiecărei reprize de obicei între 10 și 20 de minute. În total, durata meciului poate fi între 40 și 80 de minute. 
Timpul de joc este oprit:
- când se înscrie un gol;
- atunci când infracțiunea urmează să fie sancționată;
- în cazul unui avantaj necuvenit;
- în cazul unei dispute;
- atunci când un jucător este accidentat;
- când trebuie să se ia măsuri pentru a înlocui echipamentul, jucătorii sau pentru a remedia problemele cu zona de joc;
- în caz de comportament nesportiv;
- la sfârșitul fiecărei reprize.

Jocul trebuie să fie abandonat:
- când timpul de joc a expirat;
- atunci când jocul nu poate fi continuat din cauza imposibilității de a înlocui echipamentul, jucătorii sau din cauza unor interferențe externe care afectează jocul.

### Arbitrajul
Secretarul de meci are responsabilitatea de a înregistra numele și numerele jucătorilor, de a ține o listă cronologică a schimbărilor de scor și de a înregistra orice avertisment acordat jucătorilor, precum și pauzele luate de antrenori în timpul meciului. De asemenea, el sau ea trebuie să înregistreze și să consemneze înlocuirile efectuate în timpul meciului.
Cronometristul sau cronometrorul meciului este responsabil pentru monitorizarea timpului de joc, a time-out-urilor și a pauzelor. El sau ea trebuie să oprească jocul în conformitate cu regulile de korfball și să informeze arbitrul în cazul în care una dintre echipe are nevoie de o pauză sau de o înlocuire. Prin intermediul unui semnal sonor, el sau ea trebuie să informeze jucătorii și arbitrul cu privire la sfârșitul timpului de joc.
Arbitrul principal este responsabil de gestionarea întregului meci și de asigurarea respectării regulilor de joc. El sau ea trebuie să verifice înainte de meci dacă instalația sportivă respectă regulile de korfball și să se asigure că toți jucătorii sunt în conformitate cu regulile de echipament și de comportament. 
Arbitrul de linie este un arbitru asistent care ajută arbitrul principal în timpul meciului. El sau ea este responsabil de semnalarea oricărei încălcări a regulilor de joc, cu ajutorul unui steag sau a altui semnal acustic. Arbitrul de linie poate fi consultat de către arbitrul principal în cazul în care acesta din urmă are nevoie de asistență pentru luarea unei decizii în legătură cu o situație de pe teren.

## Federația Internațională de Korfball

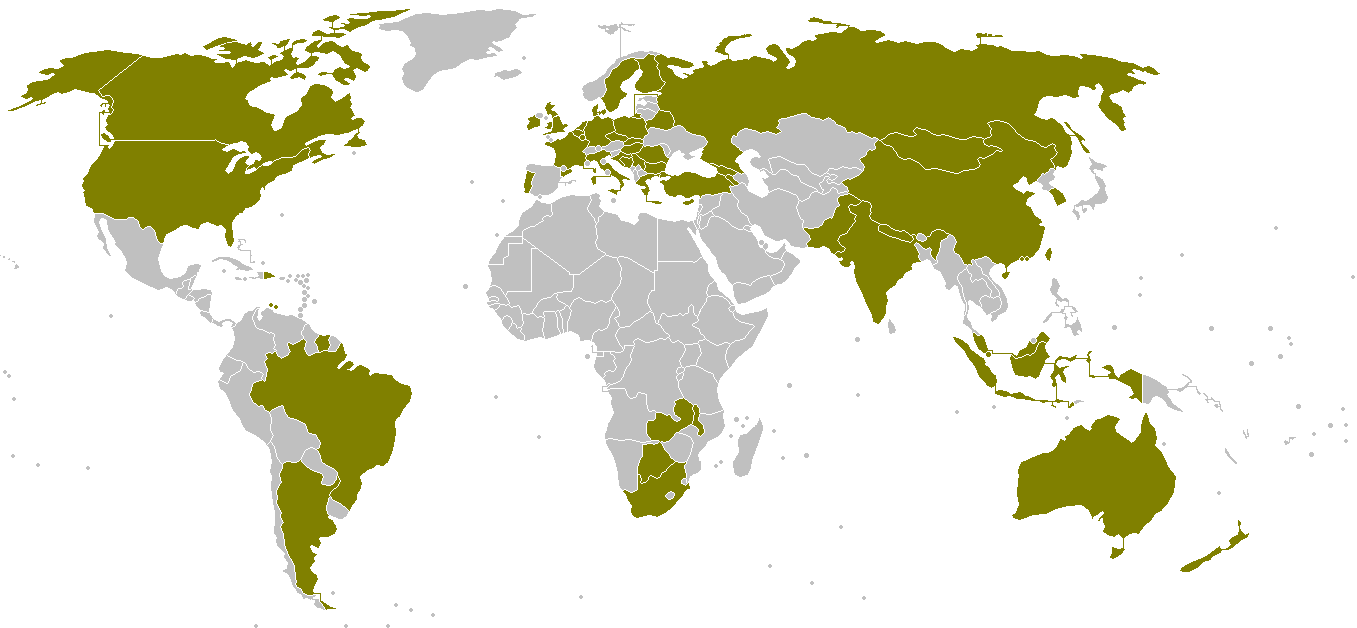
Membrii Federației Internaționale de Korfball

La începutul anului 2022, Federația Internațională de Korfball (IKF) are reprezentanți în 69 de țări din întreaga lume.
| N     | Regiune  | Țări |
| ----- | -------- | ---- |
| 1     | Africa   | 10   |
| 2     | Asia     | 15   |
| 3     | Oceania  | 2    |
| 4     | Europe   | 31   |
| 5     | Americas | 11   |
| Total |          | 69   |

## Clasamentul IKF
IKF (Federația Internațională de Korfball) publică un clasament mondial în fiecare an, care reflectă performanțele echipelor de korfball din întreaga lume. Clasamentul mondial este calculat în funcție de punctele acumulate de fiecare echipă în competițiile internaționale organizate de IKF, precum Campionatele Mondiale, Campionatele Europene și alte turnee majore.
Conform clasamentului IKF (Federația Internațională de Korfball) din Ianuarie 2024, primele 10 echipe naționale sunt:
| Poziția | Naționala       | Puncte |
| ------- | --------------- | ------ |
| 1       | Țările de Jos   | 651,50 |
| 2       | Belgia          | 584,58 |
| 3       | Taipeiul Chinez | 483,19 |
| 4       | Germania        | 448,08 |
| 5       | Cehia           | 393,50 |
| 6       | Portugalia      | 349,00 |
| 7       | Surinam         | 346,12 |
| 8       | Catalonia       | 335,00 |
| 9       | Anglia          | 298,17 |
| 10      | Ungaria         | 273,83 |

## Competiții internaționale majore
- la nivel global: Campionatul Mondial de Korfball; Campionatul Mondial de Korfball pe Plaja [7]
- Europa: Campionatul European de Korfball; Liga Campionilor
- America: Campionatul Pan-American  de Korfball
- Africa: Campionatul African de Korfball
- Asia: Campionatul Asia-Oceania de Korfball

## Korfball în România
Federația Română de Korfball este membră a Federației Internaționale de Korfball (IKF) incepand cu anul 2003. 
România a fost reprezentata la Campionatului European de Korfball in cadrul editiilor din 2009 si 2013.